# 密山駅
密山駅（みつさんえき）は中華人民共和国黒竜江省鶏西市密山市に位置する中国国鉄林密線及び密東線の駅。三等駅。

## 歴史
- 1936年：満洲国鉄の駅として開業。当時の駅名は東安駅[2]。
- 1945年8月10日：ソ連対日参戦による避難民が多く居た中、駅構内で東安駅爆破事件が発生し、100人以上の犠牲者が出る。
- 日中戦争後日時不明：現在の駅名に改称される。

## 駅名の由来
- 当地の地名が由来となっている。
  - 野蜂が群れ、岩山に蜂蜜が流れていたことから「蜂蜜山」と名づけられた地名が、ある時に蜜山に縮められ、その後清朝時代に「密山」へ変化した事から今に至る[3]。

## 参考資料
1. ↑  “密山火车站介绍”. 2016年8月1日時点のオリジナルよりアーカイブ。2016年7月4日閲覧。
2. ↑  http://kitabatake.world.coocan.jp/mansyu3.18.html
3. ↑  “站名历史拾遗” (2020年3月31日). 2025年2月15日閲覧。